# Global Climate Observing System
Il Global Climate Observing System (GCOS) è stato istituito a seguito della seconda Conferenza mondiale sul clima tenutosi a Rio de Janeiro dal 3 al 14 giugno 1992, al fine di garantire che le osservazioni e le informazioni necessarie per affrontare le questioni legate ai problemi climatici fossero ottenute e messe a disposizione di tutti i potenziali utenti. 
Il GCOS è co-sponsorizzato dalla dall'Organizzazione Mondiale della Meteorologia (OMM), la Commissione oceanografica intergovernativa (IOC) dell'UNESCO, il Programma delle Nazioni Unite per l'ambiente (UNEP) e il Consiglio Internazionale per la Scienza (ICSU). Al fine di valutare e monitorare l'adeguatezza delle reti di osservazione in-situ, nonché i sistemi di osservazione via satellite, il GCOS riferisce regolarmente sull'adeguatezza dei sistemi di osservazione del clima corrente alla Convenzione quadro delle Nazioni Unite sui Cambiamenti Climatici (UNFCCC) e individua le esigenze dell'attuale sistema di osservazione climatico.